# Ferdina sadhaensis
Ferdina sadhaensis är en sjöstjärneart som beskrevs av Marsh och Campbell 1991. Ferdina sadhaensis ingår i släktet Ferdina och familjen Ophidiasteridae. Inga underarter finns listade i Catalogue of Life.